# 808 هـ
808 هـ هي سنة في التقويم الهجري امتدت مقابلةً في التقويم الميلادي بين سنتي 1405 و1406.

## وفيات
- المتوكل على الله الأول
- شهاب الدين أحمد بن عماد الأقفهسي
- كمال الدين الدميري
- 808 هـ - ابن خلدون: مؤرخ وعالم اجتماع عربي.